# Jaroslav Palliardi

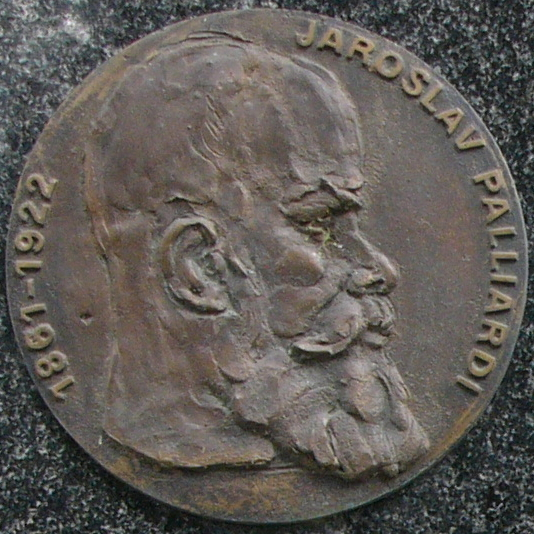
Jaroslav Palliardi

Jaroslav Palliardi (10. února 1861 Telč – 12. března 1922 Moravské Budějovice) byl moravský archeolog, který působil především na Znojemsku a uvedl tento region do povědomí odborné veřejnosti. Zároveň je tvůrcem základní chronologie moravského eneolitu, která byla později rozšířena a upravena i pro eneolit středoevropský.

## Život
Jaroslav Palliardi se narodil 10. února 1861 v Telči, kde působil jeho otec Ignác jako c. k. aktuár; předkové rodiny Palliardiů pocházeli z Itálie (Jaroslav byl přímým potomkem slavného architekta Ignáce Jana Nepomuka Palliardiho, který navrhl knihovnu Strahovského kláštera v Praze). Vystudoval práva v Praze a po studiích se uchytil v notářské kanceláři ve Znojmě. V roce 1893 se ve Znojmě oženil s Marií Šrámkovou. Od roku 1897 byl notářem ve Vranově nad Dyjí a o dva roky později se přesunul do Moravských Budějovic.
Od mládí projevoval zájem o archeologii a získal v tomto oboru rozsáhlé znalosti. Během působení ve Znojmě začal s výzkumy na tamějším přemyslovském hradě a také navázal kontakty s okruhem archeologů okolo Vlasteneckého spolku musejního v Olomouci, v jehož čele tehdy stál Jindřich Wankel. Od 1886 přispíval do Časopisu Vlastivědné muzejní společnosti, od 1893 jej redigoval. Roku 1909 se stal členem nově vzniklého Moravského archeologického klubu.

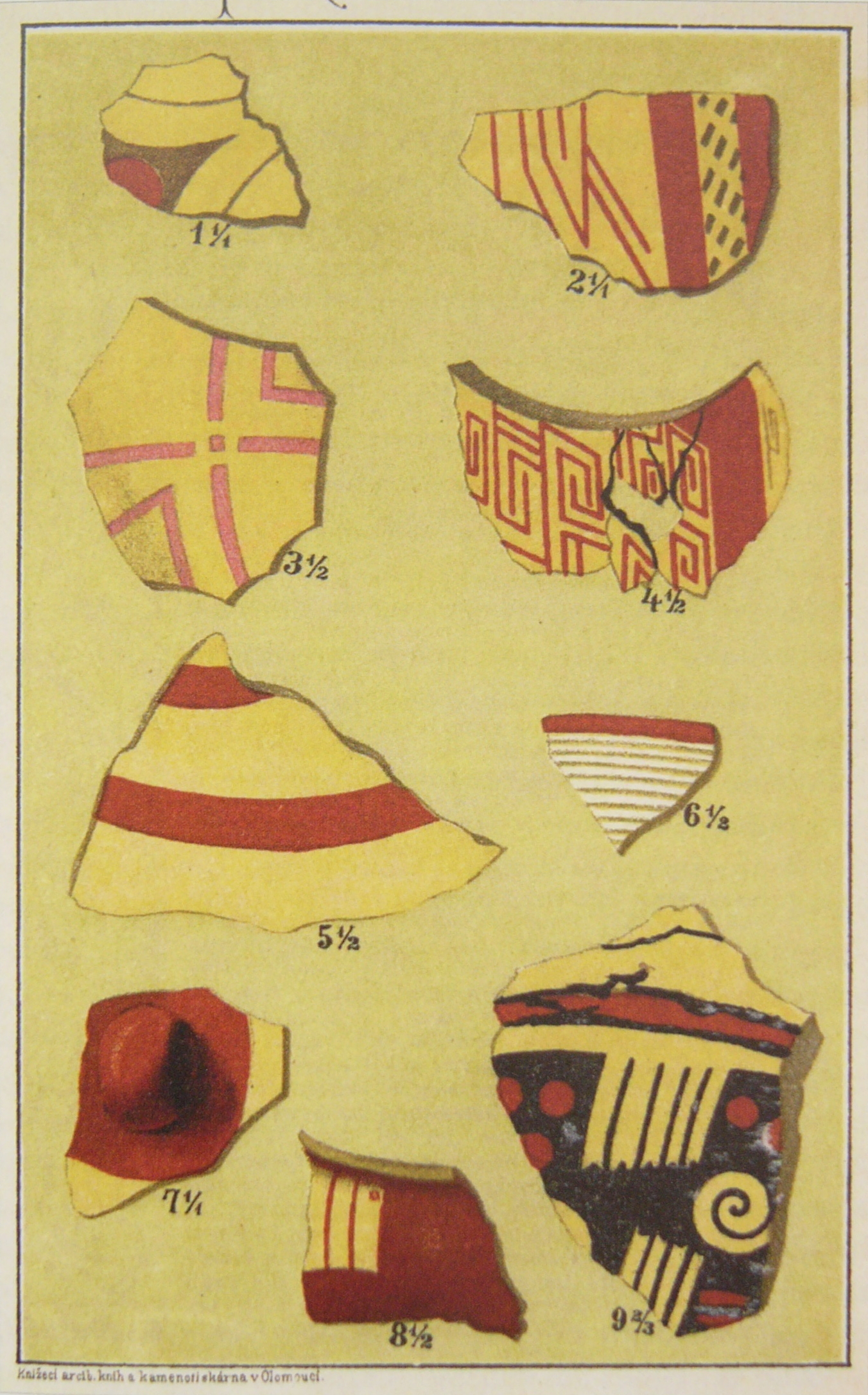
moravská malovaná keramika z lokality Znojmo-Novosady. Obrázek z díla: Palliardi, J. (1897) Die neolitischen Ansiedelungen mit bemalter Keramik in Mähren und in Niederösterreich. - Mittheilungen d. Praehistorschen Commission d. keiserlichen Akademie d. Wissenscheften in Wien, I Band, Nro. 4, 237–264

Kopal na různých místech Znojma (vedle hradu zkoumal například opevnění na Hradišti sv. Hypolita) a roku 1888 na základě nálezů ve Znojmě-Novosadech rozpoznal kulturu s moravskou malovanou keramikou. V 90. letech na základě dalšího výzkumu vyšla ve Vídni studie Die neolithischen Ansiedelungen mit bemalten Keramik in Mähren und Niederösterreich.
Od 90. let společně s Františkem Vildomcem prováděl výzkumy v Jaroměřicích nad Rokytnou, ve Střelicích, v Boskovštejně, v Křepicích, Těšeticích aj. V roce 1911 vytvořil první periodizaci kultury s moravskou malovanou keramikou.
V letech 1909–1915 proběhl jeho nejdůležitější výzkum ve Starém Zámku u Jevišovic, kde rozlišil pět vrstev nejdůležitějších kultur moravského eneolitu, na jejichž základě vytvořil chronologii pro moravský eneolit. V roce 1914 publikoval klasickou studii o relativní chronologii moravského eneolitu Die relative Chronologie der jünger Steinzeit in Mähren. Jeho výsledky se staly součástí všech středoevropských chronologických systémů.
Většina výsledků jeho výzkumů zůstala zachována jen v rukopisech, na jeho práci navázala až Anna Medunová-Benešová, která v roce 1972 publikovala katalog nálezů z Jevišovic - Starého Zámku. Palliardiho rozsáhlá soukromá sbírka archeologických nálezů se dnes nachází v Moravském zemském muzeu v Brně.
Palliardi se zajímal i o veřejný život ve svém okolí. Byl aktivním členem Sokola a publikoval několik ostrých statí proti církvi: Papežství jako překážka kulturního vývoje lidstva v roce 1909 a Bible, věda a církve v roce 1910.
Ve Znojmě a Moravských Budějovicích jsou po něm pojmenovány ulice.
15. září 2015 byla na domě, ve kterém v Moravských Budějovicích žil, odhalena pamětní deska s portrétem. Odhalení se konalo při příležitosti Mezinárodního archeologického sympozia 100. výročí relativní chronologie neolitu a eneolitu Jaroslava Palliardiho.

## Dílo
- O provrtaných nástrojech kamenných na Znojemsku nalezených (1887) [5]
- Předhistorické památky královského města Znojma (1889) [6]
- Výzkumy předhistorické na jihozápadní Moravě (1894) [7]
- Hrob s kostrou v Hlubokých Mašůvkách (1899) [8]